# 2-амінофенол
2-Амі́нофено́л (також орто-амінофенол) - органічна сполука з класу амінофенолів. Є ізомером 3-амінофенолу та 4-амінофенолу.

## Фізичні властивості
Є білою кристалічної речовиною. Має фенольний запах.

## Отримання
Найпоширеніший спосіб одержання 2-амінофенолу - каталітичне гідрогенування 2-нітрофенолу. Очищення можливе за допомогою сублімації чи додавання активованого вугілля до водного розчину.

## Застосування
Застосовується для проявки фотографій як відновник, а також для синтезу гетероциклічних сполук, наприклад: